# 桃園捷運藍線
桃園捷運藍線，又稱中正國際機場至桃園都會區（含高鐵桃園站聯外）軌道系統，是一條曾經計畫過的桃園捷運路線，最早於1993年由台灣省政府住宅及都市發展局提出，規畫採高架、地下混合建置，路線行經桃園縣大園鄉、中壢市、平鎮市。最終在交通部高速鐵路工程局主導期間併入連結臺北市的桃園機場捷運。

## 緣起
中華民國交通部自1989年展開桃園都會區大眾捷運系統的規畫，而為進一步加速台灣省各地的捷運建設，1990年12月29日，行政院正式下達台79交39519號函令，指示辦理包括桃園都會區在內的四個省轄都會區大眾捷運系統的規畫作業，桃園都會區大眾捷運系統的各項規畫與建設工作全面啟動。

## 省政府提案

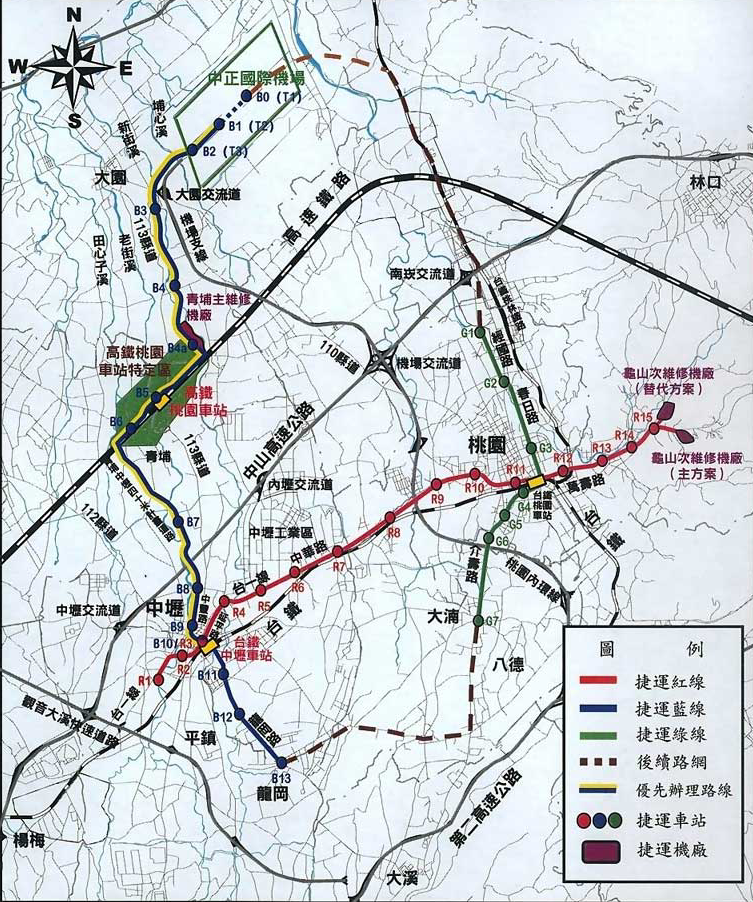
臺灣省政府住宅及都市發展局於1993年規畫的桃園都會區大眾捷運系統路網。

1993年3月，受行政院命令主責台灣省各省轄都會區大眾捷運系統規畫與建設工作的台灣省政府住宅及都市發展局，歷時兩年餘正式完成「桃園都會區捷運系統規劃」，台灣省政府住宅及都市發展局當時規畫的桃園都會區大眾捷運系統由藍線、紅線及綠線三線所組成，這是桃園捷運藍線首度被提出於正式路網規畫中；根據台灣省政府住宅及都市發展局的規畫，全長20.8公里的桃園捷運藍線起自中正國際機場、迄於高鐵桃園站，使用鋼輪鋼軌小斷面捷運系統設計，與其餘兩線組成共47.16公里長的桃園都會區大眾捷運系統:3-3~3-6。
台灣省政府住宅及都市發展局規畫，桃園捷運藍線採3期建設，於初期興建「青埔－中壢市」路段，6.45公里為高架段、2.5公里為地下段，長8.9公里，設B5至B10共3座地下車站、3座高架車站，與第二期路網合計預算522億元，於2003年通車；第二期興建「中壢市－龍岡」路段，2.35公里為高架段、1.3公里為地下段，長3.65公里，設B10至B13共1座地下車站、2座高架車站，與第二期路網合計預算575億元，於2013年通車；遠期則興建「中正國際機場－青埔」路段，6.35公里為高架段、1.85公里為地下段，長8.21公里，設B1至B5共2座地下車站、2座高架車站，預算161億元，通車期程因與中正機場捷運相關連而未定。:3-6
台灣省政府住宅及都市發展局當時評估，桃園捷運藍線日運量於2021年可達到20萬8,000人次，是桃園捷運系統中運量最高的路線。:3-5

## 移交高鐵局

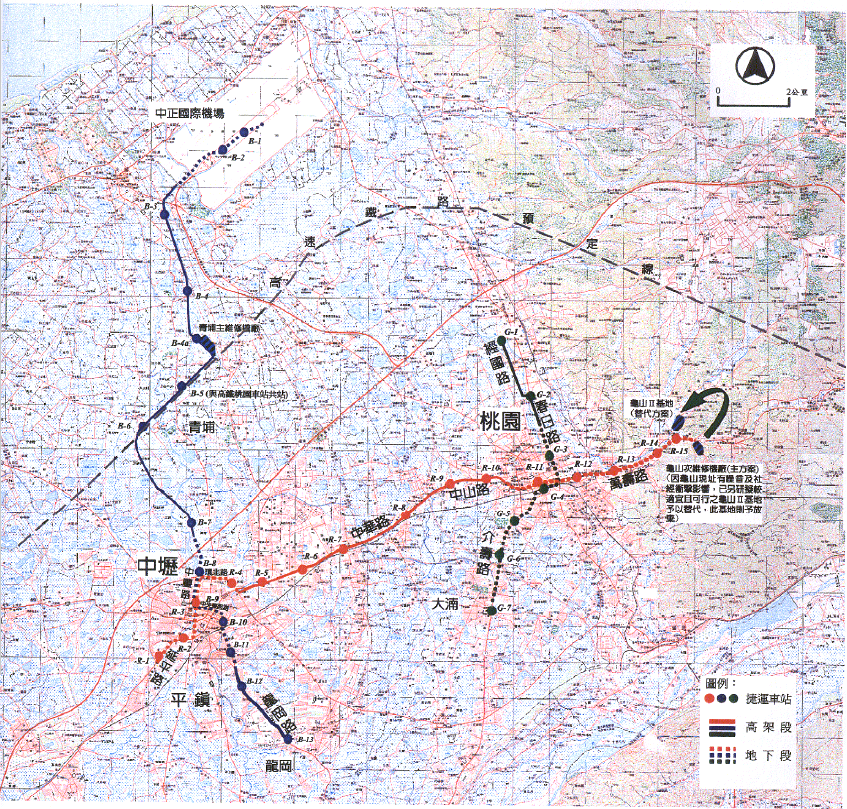
由交通部高速鐵路工程局於2000年規畫完成的桃園都會區大眾捷運系統。

1998年，中華民國實施台灣省政府功能業務與組織調整政策，原先台灣省政府的各省轄都會區大眾捷運系統規畫與建設責任，改由交通部轄下的交通部高速鐵路工程局負責；交通部高速鐵路工程局接辦原各省轄都會區大眾捷運系統的規畫與建設任務後，於2000年提出《桃園都會區大眾捷運系統規劃報告》。交通部高速鐵路工程局所提出的桃園都會區大眾捷運系統規畫由微調後的藍線、紅線及綠線組成，其中微調後的藍線自中正國際機場往東南方延伸龍岡地區，全長22.25公里、設14站。
而在系統工程設計上，交通部高速鐵路工程局同樣採用鋼輪鋼軌小斷面捷運系統作為桃園捷運藍線的系統，並由2至4節、2節為1組、每列車由1至2組組成的電聯車營運，電聯車長17.7公尺、寬3.4公尺、高2.6公尺，單向每小時可提供13,500人次的運量，並以750伏特直流電的第三軌供電作為動力系統；而號誌系統部分，則採用中央控制、軌道電路及自動列車控制設計，行車間距3分鐘。交通部高速鐵路工程局規畫的桃園捷運藍線，系統設計速率最高80公里、平均營運速率45公里，並以軌距1,435釐米的標準軌作為軌道。:5-3
當時，交通部高速鐵路工程局規畫桃園捷運藍線可隨初期路網於2002年動工高架段13.45公里、地下段4.95公里，並設有6座高架車站、5座地下車站的B1至B10「中正國際機場－中壢市」路段，並於2008年完工；2008年隨第二期路網動工高架段2.35公里、地下段1.5公里，設有2座高架車站、1座地下車站的B10至B13「中壢市－龍岡」路段，於2014年全線完工。:5-13
| 交通部高速鐵路工程局所規畫的桃園捷運藍線車站位置與形式:5-10 |                       |          |          |        |
| 站名                                                        | 形式                  | 所在地區 | 月台形式 | 轉乘站 |
| 第一期                                                      |                       |          |          |        |
| B1                                                          | 地下                  | 大園鄉   | 側式月台 | 不適用 |
| B2                                                          |                       |          |          |        |
| B3                                                          | 高架                  |          |          |        |
| B4                                                          |                       |          |          |        |
| B4a                                                         |                       |          |          |        |
| B5                                                          | 中壢市                |          |          |        |
| B6                                                          |                       |          |          |        |
| B7                                                          |                       |          |          |        |
| B8                                                          | 地下                  |          |          |        |
| B9                                                          | 島式月台              | R3站     |          |        |
| B10                                                         | 中壢車站 （地下連通） |          |          |        |
| 第二期                                                      |                       |          |          |        |
| （接續B10）                                                 |                       |          |          |        |
| B11                                                         | 地下                  | 中壢市   | 側式月台 | 不適用 |
| B12                                                         | 高架                  |          |          |        |
| B13                                                         | 平鎮市                |          |          |        |

然而，自2000年7月14日由行政院環境保護署通過環境影響評估後，交通部高速鐵路工程局的桃園都會區大眾捷運系統規畫便因桃園縣的道路條件及經費問題遲未有進展:1-1。

## 結局
2002年8月15日，交通部高速鐵路工程局以「民間參與桃園捷運優先辦理路線可行性研究」為名將擬優先辦理之藍線報交通部審查，總統陳水扁在同月28日指示將該路線列為全國繼高雄捷運後最優先興建之捷運路線，而後，交通部高速鐵路工程局依交通部意見於2002年11月29日將原案更名為「中正國際機場至桃園都會區（含高鐵桃園站聯外）軌道系統可行性研究」，同時考量自償率低，儘管行政院已宣示公共建設優先以民間興建營運後轉移模式興建，仍以政府投資自建及民間興建營運後轉移兩方案並陳交通部審核，惟在自償率低、公務預算不足情況下，遭到行政院退回，形成困局。直至2003年5月24日，總統陳水扁親自拍板定案，始確立由政府自建的興建模式，行政院9月9日正式核定此案，並指出應考量中正國際機場聯外捷運系統之興建優先順序、經費安排及運轉系統，建議將該案併入中正機場捷運辦理，此後，交通部高速鐵路工程局即依建議，將該案的部分路段併入「臺灣桃園國際機場聯外捷運系統建設計畫」繼續推動，最後以桃園國際機場捷運一部份的形式存在於現今的桃園都會區大眾捷運系統。